# Джонатан Паджет
Джонатан Паджет  (англ. Jonathan Paget, 17 листопада 1983) — новозеландський вершник, олімпійський медаліст.

## Виступи на Олімпіадах
| Олімпіада   | Дисципліна           | Місце |
| ----------- | -------------------- | ----- |
| Лондон 2012 | триборство, особисті | 10    |
| Лондон 2012 | триборство, командні | 3     |

## Зовнішні посилання
- Досьє на sport.references.com [Архівовано 13 грудня 2012 у Wayback Machine.]